# بشت بار خديجة (كوشك)
بشت بار خديجة (بالفارسية: پشت‌پر خدیجه) هي منطقة سكنية تقع في إيران في قسم كوشك الريفي.